# Planeta, která neexistovala
Planeta, která neexistovala je český název sbírky dvaceti sedmi sci-fi povídek amerického spisovatele Philipa K. Dicka z let 1953 až 1955. Jedná se o druhý díl pětidílného kompletního souboru autorových povídek The Collected Stories of Philip K. Dick (1987), který vyšel opět roku 1989 pod názvem Second Variety (Druhá varianta).

## Obsah sbírky
Sbírka obsahuje následující povídky:
- Stařenka s koláčky (1953, The Cookie Lady). Chlapec Bernard navštěvuje každý den po škole jednu osamělou vdovu a předčítá jí. Ona mu zase peče koláčky. Bernard však netuší, že stařenka lačně touží po jeho mládí a životní energii.
- Za dvířky (1954, Beyond the Door). Příběh o kukačce z hodin, která nenáviděla svého majitele.
- Typ číslo dva (1953, Second Variety), česky též jako Druhá série nebo Druhá varianta. Po válce mezi Ruskem a USA, které zničila celý svět, se americká vláda ukryla na Měsíci. Na Zemi zůstali jen vojáci, kteří používají roboty zvané pařáty. Ty se však sami neustále zdokonalují, vyrábějí stále lepší a lepší varianty a nakonec zabíjejí všechno živé.
- Jonův svět (1954, Jon's World). Ryan se chystá na cestu do minulosti, aby získal důležité záznamy. Jeho syn Jon však trpí podivnými záchvaty. Má vize, ve kterých vidí svět nezničený válkou a lidi žijící v míru. Když se pak Ryan vydá na svoji misi, omylem změní budoucnost a dostane se právě do Jonova světa.
- Vesmírní pytláci (1953, The Cosmic Poachers). Povídka vypráví o tom, jak pozemská loď zaútočí na mimozemšťany, protože se o nich domnívá, že to jsou zloději.
- Nové pokolení (1954, Progeny). Povídka o světě, kde jsou děti vychovávány pouze roboty a rodiče je smí vidět jen při porodu.
- Některé formy života (1953, Some Kinds of Life). Lidé jsou ve válce s ostatními bytostmi ve vesmíru tak dlouho, až nakonec na Zemi nikdo nepřežije..
- Mračna Marťanů (1953, Martians Come in Clouds), v této povídce na Zemi přistávají Marťané a lidé je z obav zabíjejí.
- Cestující (1953, The Commuter). Na nádraží si cizinec chce koupit lístek do neexistující železniční stanice.
- Svět, který si vysnila (1953, The World She Wanted). Hrdina povídky potká dívku, která tvrdí, že celý svět je jen její fantazií.
- Výprava na povrch (1955, A Surface Raid). Mutanti z podzemí se vydávají na povrch země, protože si potřebují opatřit lidi pro těžkou práci ve svých dolech.
- Projekt Země (1953, Project: Earth). Chlapec Tommy objeví u podnájemníka svých rodičů podivné malé lidičky.
- Trampoty se světy (1953, The Trouble with Bubbles). V budoucnosti si lze pořídit plastovou "bublinu", známou jako "Světotvorba" s nápisem: "Vytvoř si svůj vlastní svět!". Vlastník takové bubliny si může vytvořit celý svůj svět a kontrolovat jeho vývoj. Jsou pořádány i soutěže o nejlepší svět a vítěz svou bublinu většinou rozbíjí, jako symbol moci.
- Snídaně za soumraku (1954, Breakfast at Twilight), česky též jako Snídaně za úsvitu. Vojáci vylomí dveře a oznámí těm, kteří za nimi bydlí, že venku vypukla třetí světová válka.
- Dárek pro Pat (1954, A Present for Pat). Hrdina povídky přiveze své ženě jako dárek ganymédského bůžka, se kterým budou ale velké problémy.
- Čelenkář (1955, The Hood Maker). Záhadný čelenkář rozesílá lidem čelenky, které je mají ochránit před čtením myšlenek.
- O plané jabloni (1954, Of Withered Apples). Povídka vypráví o plané jabloni, která k sobě vábí a nakonec zabíjí mladou ženu.
- Když se řekne člověk (1955, Human Is). Povídka o to, že být člověkem nezávisí na tom, jak kdo vypadá a na které planetě se narodil.
- Úpraváři (1954, Adjustment Team). Hrdina povídky se díky administrativní chybě omylem dostane přímo doprostřed úprav reality.
- Planeta, která neexistovala (1953, The Impossible Planet). Nejstarší žijící žena ve vesmíru chce navštívit Zemi, ale taková planeta nikdy neexistovala.
- Podvodník (1953, Impostor), Spence Olham je obviněn, že je androidem, navrženým ke zničení Země.
- James P. Crow (1954). Povídka se odehrává ve světě, kde lidé slouží robotům, protože nejsou dost chytří, aby mohli být s nimi na stejné úrovni.
- Cizí planeta (1953, Planet for Transients). Hrdina povídky putuje po radioaktivní Zemi zničené válkou a hledá další lidi, kteří přežili.
- Městečko (1954, Small Town). Jedinou radostí hrdiny povídky je jeho model železnice i s celým městečkem, který si postavil ve sklepě. Je to model velmi přesný a do nejmenších podrobností odpovídá skutečnosti. Pokud se mu někdo nebo něco znelíbí, hned to z modelu odstraní a nahradí něčím jiným.
- Suvenýr (1954, Souvenir). Hrdina povídky se pokouší přesvědčit obyvatele zaostalé planety, aby se připojili k Centrální síti. Jinak budou zničeni.
- Průzkumná jednotka (1954, Survey Team). Země je tak zničená, že lidé, živořící v podzemí, se vydávají na Mars.
- Významný autor (1954, Prominent Author). Hrdina povídky se náhodou stal Bohem pro národ pidimužíků v jiné dimenzi.

## Filmové adaptace
- Screamers (1995, Vřískouni), americký film podle povídky Druhá varianta, režie Christian Duguay.
- Impostor (2001, Podvodník), americký film podle stejnojmenné povídky, režie Gary Fleder.
- Screamers: The Hunting (2009, Vřískouni: Hon na člověka), americký film, režie Sheldon Wilson, volné pokračování Vřískounů využívající motivy z Dickovy povídky Druhá varianta.
- The Adjustment Bureau (2011, Správci osudu), americký film podle povídky Adjustment Team (Úpraváři), režie George Nolfi.

## Česká vydání
- Planeta, která neexistovala, dva díly, Argo, Praha 2006, přeložil Robert Hýsek a další.